# Ammasso del Centauro

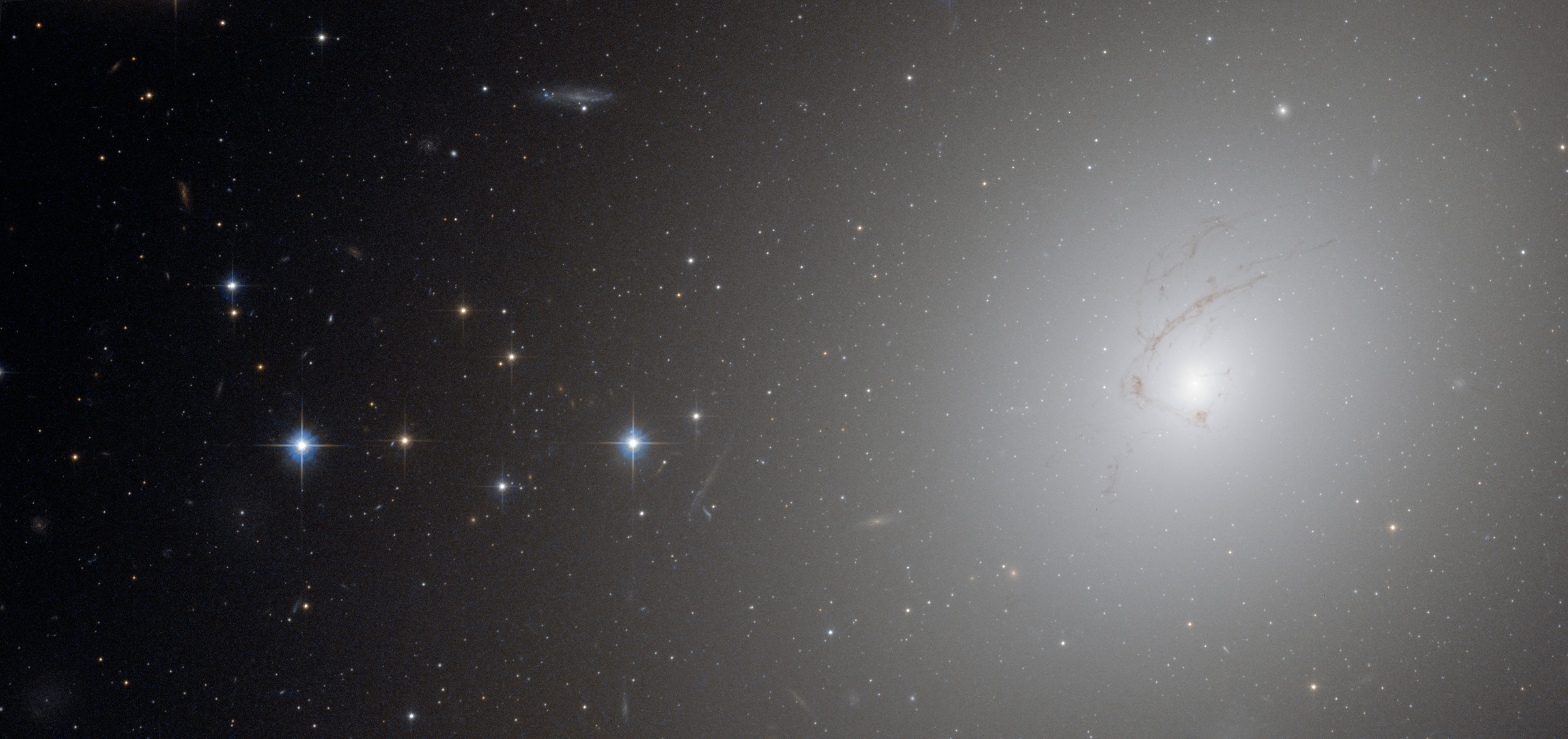
NGC 4696 visto dal telescopio spaziale Hubble. Credit: ESA/Hubble e NASA.

L'Ammasso del Centauro (Abell 3526) è un ammasso di centinaia di galassie, localizzato all'incirca a 170 milioni di anni luce nella costellazione del Centauro. Il membro più luminoso è la galassia ellittica NGC 4696 (~11m).
L'ammasso del Centauro fa parte del Superammasso dell'Idra-Centauro, assieme all'Ammasso dell'Idra.
È costituito da due sottogruppi di galassie che si muovono con velocità differenti. Cen 30 è il sottogruppo principale e contiene NGC 4696. Cen 45 si muove alla velocità di 1500 km/s rispetto a Cen 30 e si ritiene che sia in fase di fusione con il sottogruppo maggiore.
È catalogato A3526 nel catalogo Abell.
| Nome        | R.A. (J2000)  | Dec (J2000)  | Tipo    | Redshift (z) | Distanza x 106 anni luce |
| ----------- | ------------- | ------------ | ------- | ------------ | ------------------------ |
| ESO 323-13  | 12h 51m 32.8s | -41° 13′ 40″ | S0?     | 0,015914     | 223                      |
| ESO 323-8   | 12h 50m 34.4s | -41° 28′ 15″ | S0      | 0,017686     | 246                      |
| ESO 323-34  | 12h 53m 25.9s | -41° 12′ 10″ | E5      | 0,01446      | 204                      |
| NGC 4696    | 12h 48m 49.2s | -41° 18′ 39″ | E1      | 0,009867     | 144                      |
| NGC 4661    | 12h 45m 14.9s | -40° 49′ 27″ | E-S0    | 0,008362     | 124                      |
| ESO 322-101 | 12h 49m 34.5s | -41° 03′ 17″ | S0      | 0,006521     | 99                       |
| ESO 322-102 | 12h 49m 37.8s | -41° 23′ 17″ | SB(s)0  | 0,012098     | 173                      |
| NGC 4729    | 12h 51m 46.3s | -41° 07′ 56″ | E       | 0,011154     | 161                      |
| PGC 43597   | 12h 51m 51.3s | -41° 25′ 57″ | S0      | 0,012088     | 173                      |
| NGC 4616    | 12h 42m 16.4s | -40° 38′ 31″ | E       | 0,015297     | 215                      |
| ESO 323-9   | 12h 50m 43.0s | -41° 25′ 49″ | S0      | 0,007955     | 118                      |
| NGC 4709    | 12h 50m 03.9s | -41° 22′ 55″ | E1      | 0,015604     | 219                      |
| ESO 322-89  | 12h 48m 22.8s | -41° 07′ 25″ | E       | 0,012335     | 176                      |
| NGC 4645    | 12h 44m 10.0s | -41° 45′ 00″ | E       | 0,008773     | 129                      |
| ESO 323-5   | 12h 50m 12.3s | -41° 30′ 54″ | S0      | 0,007952     | 118                      |
| NGC 4946    | 13h 05m 29.4s | -43° 35′ 28″ | E       | 0,01027      | 148                      |
| ESO 322-102 | 12h 49m 37.8s | -41° 23′ 17″ | SB(s)0  | 0,012098     | 173                      |
| NGC 4730    | 12h 52m 00.5s | -41° 08′ 50″ | SA(r)0  | 0,006981     | 105                      |
| ESO 322-93  | 12h 49m 04.1s | -41° 20′ 20″ | S       | 0,011571     | 166                      |
| NGC 4743    | 12h 52m 16.0s | -41° 23′ 26″ | SA0     | 0,009954     | 145                      |
| PGC 43175   | 12h 47m 33.4s | -41° 07′ 55″ | Im      | 0,012836     | 183                      |
| ESO 322-99  | 12h 49m 26.2s | -41° 29′ 23″ | SB0     | 0,014246     | 201                      |
| ESO 322-96  | 12h 49m 12.0s | -41° 32′ 42″ | S0      | 0,009467     | 138                      |
| NGC 4683    | 12h 47m 42.4s | -41° 31′ 42″ | SB(s)0  | 0,011908     | 171                      |
| NGC 4706    | 12h 49m 54.1s | -41° 16′ 46″ | SAB(s)0 | 0,0128812    | 183                      |
| ESO 322-81  | 12h 47m 21.8s | -41° 14′ 15″ | SA0     | 0,010377     | 150                      |
| NGC 4767    | 12h 53m 52.9s | -39° 42′ 52″ | E       | 0,00999      | 145                      |
| PGC 43252   | 12h 48m 23.0s | -41° 11′ 12″ | dE      | 0,01406      | 199                      |
| PGC 43427   | 12h 50m 07.7s | -41° 23′ 53″ | E       | 0,           | 233                      |
| ESO 323-32  | 12h 53m 20.3s | -41° 38′ 08″ | SAB     | 0,0015998    | 224                      |
| ESO 323-20  | 12h 52m 12.8s | -41° 20′ 21″ | Sc      | 0,016959     | 237                      |
| ESO 322-75  | 12h 46m 26.0s | -40° 45′ 09″ | SA0     | 0,015804     | 222                      |
| ESO 323-28  | 12h 52m 50.8s | -41° 19′ 58″ | S0      | 0,016238     | 227                      |
| PGC 43379   | 12h 49m 40.1s | -41° 21′ 58″ | dE      | 0,009607     | 140                      |
| NGC 4744    | 12h 52m 19.6s | -41° 03′ 36″ | SB(s)0  | 0,11201      | 161                      |
| ESO 323-19  | 12h 52m 03.1s | -41° 27′ 36″ | E       | 0,013159     | 187                      |